# Diócesis de Ondo
La diócesis de Ondo (en latín: Dioecesis Ondoensis y en inglés: Roman Catholic Diocese of Ondo) es una circunscripción eclesiástica de la Iglesia católica en Nigeria. Se trata de una diócesis latina, sufragánea de la arquidiócesis de Ibadán. Desde el 26 de noviembre de 2010 su obispo es Jude Ayodeji Arogundade.

## Territorio y organización
La diócesis tiene 15 500 km² y extiende su jurisdicción sobre los fieles católicos de rito latino residentes en 23 áreas de gobierno local de la parte oriental y meridional del estado de Ondo.
La sede de la diócesis se encuentra en la ciudad de Akure, en donde se halla la Catedral del Sagrado Corazón de Jesús.
En 2021 en la diócesis existían 60 parroquias.

## Historia
El vicariato apostólico de Ondo-Ilorin fue erigido el 12 de enero de 1943 con la bula Ut in Nigeria del papa Pío XII, derivando el territorio de los vicariatos apostólicos de la Costa de Benín (hoy arquidiócesis de Lagos) y de Nigeria Occidental (hoy arquidiócesis de Ciudad de Benín).
El 18 de abril de 1950, como consecuencia de la bula Laeto accepimus del papa Pío XII, el vicariato apostólico fue elevado a diócesis y tomó su nombre actual. Originalmente era sufragánea de la arquidiócesis de Lagos.
El 20 de enero de 1960 cedió una parte de su territorio para la erección de la prefectura apostólica de Ilorin (hoy diócesis de Ilorin) mediante la bula Qui summam catholicarum del papa Juan XXIII.
El 30 de julio de 1972 cedió otra parte de su territorio para la erección de la diócesis de Ado-Ekiti (hoy diócesis de Ekiti), mediante la bula Divinum mandatum del papa Pablo VI.
El 26 de marzo de 1994 pasó a formar parte de la provincia eclesiástica de la arquidiócesis de Ibadán.
El 5 de junio de 2022 en la iglesia de San Francisco Javier, en Owo, un atentado realizado también con explosivos durante la misa de Pentecostés provocó la muerte de decenas de fieles y numerosos heridos.

## Estadísticas
Según el Anuario Pontificio 2022 la diócesis tenía a fines de 2021 un total de 174 148 fieles bautizados.
| Año                                                                             | Población            | Población | Población      | Sacerdotes | Sacerdotes    | Sacerdotes    | Bautizados por sacerdote | Diáconos permanentes | Religiosos | Religiosos | Parroquias |
| Año                                                                             | Bautizados católicos | Total     | % de católicos | Total      | Clero secular | Clero regular | Bautizados por sacerdote | Diáconos permanentes | Varones    | Mujeres    | Parroquias |
| ------------------------------------------------------------------------------- | -------------------- | --------- | -------------- | ---------- | ------------- | ------------- | ------------------------ | -------------------- | ---------- | ---------- | ---------- |
| 1970                                                                            | 100 316              | 2 836 466 | 3.5            | 38         | 7             | 31            | 2639                     |                      | 42         | 41         |            |
| 1980                                                                            | 72 000               | 1 717 000 | 4.2            | 19         | 5             | 14            | 3789                     |                      | 24         | 35         | 12         |
| 1990                                                                            | 112 000              | 2 256 000 | 5.0            | 30         | 15            | 15            | 3733                     |                      | 29         | 40         | 18         |
| 1999                                                                            | 190 200              | 3 265 450 | 5.8            | 45         | 32            | 13            | 4226                     |                      | 23         | 52         | 31         |
| 2000                                                                            | 193 430              | 3 385 990 | 5.7            | 45         | 33            | 12            | 4298                     |                      | 25         | 60         | 33         |
| 2001                                                                            | 196 800              | 3 509 700 | 5.6            | 52         | 40            | 12            | 3784                     |                      | 24         | 62         | 33         |
| 2002                                                                            | 197 750              | 3 520 030 | 5.6            | 47         | 34            | 13            | 4207                     |                      | 27         | 58         | 34         |
| 2003                                                                            | 198 343              | 3 530 590 | 5.6            | 47         | 34            | 13            | 4220                     |                      | 30         | 60         | 43         |
| 2004                                                                            | 198 722              | 3 674 692 | 5.4            | 58         | 43            | 15            | 3426                     |                      | 36         | 63         | 45         |
| 2013                                                                            | 325 000              | 4 867 000 | 6.7            | 79         | 68            | 11            | 4113                     |                      | 32         | 54         | 53         |
| 2016                                                                            | 270 713              | 4 120 000 | 6.6            | 88         | 77            | 11            | 3076                     |                      | 31         | 47         | 57         |
| 2019                                                                            | 170 954              | 3 460 877 | 4.9            | 97         | 86            | 11            | 1762                     |                      | 27         | 53         | 57         |
| 2021                                                                            | 174 148              | 3 666 330 | 4.7            | 108        | 99            | 9             | 1612                     |                      | 18         | 51         | 60         |
| Fuente: Catholic-Hierarchy, que a su vez toma los datos del Anuario Pontificio. |                      |           |                |            |               |               |                          |                      |            |            |            |

## Episcopologio
- Thomas Hughes, S.M.A. † (12 de enero de 1943-17 de abril de 1957 falleció)
- William Richard Field, S.M.A. † (16 de enero de 1958-31 de mayo de 1976 renunció)
- Francis Folorunsho Clement Alonge (31 de mayo de 1976-26 de noviembre de 2010 retirado)
- Jude Ayodeji Arogundade, por sucesión el 26 de noviembre de 2010